# 心 (VOCALOID)
心是2008年3月3日由トラボルタ於niconico上載的原創歌曲，由鏡音鈴主唱，截至2010年10月10日有超過121萬人觀看，是鏡音鈴第四首超過100萬人觀看的歌曲。後收錄於《EXIT TUNES PRESENTS Vocalostar》等商業CD中。

## 樂曲
歌詞講述機械少女與孤獨的科學家的故事，「心」指的是科學家開發的一個能讓機械人理解感情的程式。故事感人，衍生了不少二次創作作品。

## 衍生作品
2008年3月16日，台灣出身的繪師グライダー上載【鏡音リン】ココロ【手書きPV】，截至2018年6月12日有超過36萬人觀看。並入選VOCALOID-PV殿堂。
2008年3月31日，ジュン上載改編自「心」、由鏡音連主唱的歌曲「心·奇跡」（ココロ・キセキ），由另一角度從頭來看「心」的故事。截至2010年10月10日有超過44萬人觀看。
2008年4月12日，十四連斬上載「心」及「心·奇跡」的組合版，截至2010年10月10日有超過2萬人觀看。
2008年6月2日，上載「心 -数千年之后-」（ココロ -thousands after-），由鏡音鈴主唱，將「心」的故事延續下去。截至2010年10月10日有超過3萬人觀看。
2011年1月24日，黑烏龍茶（渡り鳥P）上傳利用歌手宇多田光聲音合成的版本心，在nico發表，至2011年1月25日（一日之內）有10萬人觀看，截至2011年1月27日有超過25萬人觀看。

### 舞台劇
舞台劇由石澤克宜撰寫劇本，redjuice繪製宣傳圖，原作者トラボルタ參與了第2、3次公演。
2009年8月23日
會場：水戶藝術館ACM劇場
2010年5月8日、5月9日
會場：新宿シアターサンモール
2011年4月29日 - 5月8日
會場：THEATRE1010

### 小說
石澤克宜根據歌曲「心」及改編舞台劇創作的小說（ISBN 978-4569803845）由PHP研究所於2012年4月27日發售，なぎみそ負責小說的插畫。
繁體中文譯本《心》（ISBN 978-986-331-263-5）於2013年12月31日由台灣東販股份有限公司發行，香港總代理為一代匯集。
續作《心—再会—》（ココロ―再会―）日文版（ISBN 978-4569810829）於2013年5月29日發售，繁體中文譯本（ISBN 978-986-331-532-2）於2014年11月1日發售。
《心—奇蹟—》（ココロ—奇跡—）日文版（ISBN 978-4569818313）於2014年6月25日發售，繁體中文譯本（ISBN 978-986-331-753-1）於2015年8月5日發售。